# Mãe Olga do Alaqueto
Olga Francisca Régis ou Olga do Alaqueto (Salvador, 1925 — 29 de setembro de 2005) foi uma ialorixá de Candomblé do Terreiro do Alaqueto em Matatu de Brotas, Salvador, Bahia.
No final do século XVIII, durante a expansão do Daomé sobre o reino de Queto, no reinado de Aquibiorru, duas netas do rei foram sequestradas e vendidas como escravas na Bahia. Uma delas era Otampê Ojarô que, após nove anos trabalhando como empregada doméstica teria fundado, já alforriada, o Terreiro do Alaqueto.
Mãe Olga era sobrinha neta  de Dionísia Francisca Régis, descendente de Otampê Ojarô, herdeira da linhagem real africana Arô, do antigo Reino de Queto, hoje área do Benim, na África Ocidental. Sendo filha de Iansã, Olga também foi batizada e crismada pela Igreja Católica.
Em 1997 foi laureada com a Ordem do Mérito Cultural, pelo Governo do Brasil.